# Nilakshi de Silva
Nishanka Nilakshi Damayanthi de Silva (* 27. September 1989 in Panadura, Sri Lanka) ist eine sri-lankische Cricketspielerin, die seit 2013 für die sri-lankische Nationalmannschaft spielt.

## Aktive Karriere
Ihr Debüt in der Nationalmannschaft gab sie bei der Tour gegen die West Indies im März 2013 im WTwenty20-Cricket. Beim ICC Women’s World Twenty20 2014 erhielt sie einen Einsatz beim Spiel um den siebten Platz gegen Pakistan. Ihr erstes WODI bestritt sie im November 2015 bei der Tour in Neuseeland. De Silva war auch Teil des Teams beim ICC Women’s World Twenty20 2016 spielte jedoch abermals nur ein Spiel, während sie beim ICC Women’s World Twenty20 2018 alle Vorrundenspiele für das Team bestritt. Beim Women’s Asia Cup 2018 gelangen ihr gegen Malaysia 3 Wickets für 13 Runs und sie wurde als Spielerin des Spiels ausgezeichnet. Ab 2019 wurde sie dann erfolgreicher am Schlag und erzielte unter anderem 45 Runs bei einem WODI gegen England. Beim ICC Women’s T20 World Cup 2020 war sie wieder im Team, erreichte als beste Leistung jedoch nur 18 Runs gegen Australien. Bei der Tour gegen Indien im Sommer 2022 verpasste sie mit ungeschlagenen 48* Runs im dritten WODI nur knapp ihr erstes Fifty. Bei den Commonwealth Games 2022 war ihre beste Leistung 36 Runs gegen Neuseeland. Sie war auch Teil der sri-lankischen Vertretung beim ICC Women’s T20 World Cup 2023, wobei ihr dort unter anderem gegen Bangladesch 41* Runs gelangen.